# ならば青春の光
「ならば青春の光」は、GOING UNDER GROUNDのシングル。所属事務所アクアミュージックプロダクツから2013年11月9日発売。

## 概要
2013年5月8日に発売されたコラボレート・シングル「カモメトゥモロー/世界を変えるピアノが歌う」に続き末光篤との共作によるシングル。タイトル曲の編曲とプロデュースを末光篤と共同で行っている。ジャケットイラストを宮尾和孝が手掛けた。
2013年11月9日から始まるツアー「GOING UNDER GROUND TOUR 2013〜14『ならば青春の光』」の公演初日から会場で販売することを予定してリリースがアナウンスされた時点ではツアータイトルは「ならば青春の光」で決定していたものの、シングルはタイトル未定であった。当時バンドのサポートキーボードはHARCOが務めていたが、本作制作には参加しておらず、タイトル曲のピアノは末光が、そのほかのキーボードはドラムスの河野丈洋が演奏している。
発売当日の桶川市民ホールでのライブで演奏された「dan dibi di」の映像が公式YouTubeチャンネルで「dan dibi di／GOING UNDER GROUND」として公開されている。

## 収録曲
1. ならば青春の光
（作詞 : 松本素生、作曲 : 末光篤）
2. dan dibi di
（作詞・作曲 : 松本素生）
公式サイトのディスコグラフィーのページでは「dan di bi de」と誤記されている[2]。
3. 流線形 2013 ver.
（作詞・作曲 : 松本素生）
アルバム『ホーム』収録曲のリアレンジ。
4. スパイス
（作詞・作曲 : 松本素生）
アルバム『Roots & Routes』制作時に作られ、同作のツアーで観客にランダムで配布されていた3種のCD-Rのうちの1曲をリアレンジして収録。

## 収録アルバム
ならば青春の光
- ひとりぼっちになる日のために

スパイス
- Out Of Blue - バージョンの違うものが「スパイス (Alternative Ver.)」として収録。

## 参加ミュージシャン
- 末光篤 – ピアノ（「ならば青春の光」）